# Kejser af Indien
Kejser/Kejserinde af Indien (Badishah-e-Hind på hindustani) var en titel brugt af den sidste stormogul Bahadur Shah II og efterfølgende af de britiske monarker af Britisk Indien.